# Будажапов, Арсалан Баирович
Арсала́н Баи́рович Будажа́пов (род. 21 мая 1993) — российский и киргизский борец вольного стиля, по национальности бурят, мама — киргизка. Является чемпионом Азии 2020 года в г. Нью-Дели, призёр Чемпионата Азии г. Улан-Батор 2022г., призёр Чемпионата Мира г. Белград 2022г., призёр Кубка Мира г. Коралвилл 2022г. С 2020 года выступает под флагом Киргизской Республики.

## Биография
Арсалан Будажапов родился в селе Цокто-Хангил Агинского Бурятского Автономного округа в 1993 году.

## Спортивная карьера
С 2013 года борется по взрослым. В 2013 году боролся на чемпионате Европы среди юниоров, где занял пятое место.
Чемпион турнира на призы президента Бурятии (г. Улан-Удэ). Чемпион и призёр международного турнира Mongоlia Open (г. Улан-Батор). Призёр турнира имени Коркина.
Выступает с 2019 года под флагом Киргизской Республики. Является победителем международного турнира 2019 года по вольной борьбе, посвящённого памяти Каба уулу Кожомкула в Бишкеке, в весовой категории до 74 кг, бронзовым призёром турнира имени Мурада Гайдарова. В 2020 году стал чемпионом Киргизской Республики в весовой категории до 79 кг и таким образом взял право выступить на чемпионате Азии.
На чемпионате Азии-2020, который проходил в индийском городе Нью-Дели, Арсалан стал чемпионом в весовой категории до 79 кг, в финале обыграв хозяина ковра со счетом 7-5.
В ноябре 2020 стал серебряным призёром Гран-при Москвы в весовой категории до 86 кг.
В октябре 2021 выступал на чемпионате мира по вольной борьбе, но выбыл в первом круге уступив представителю России Радику Валиеву.
В декабре 2021 завоевал серебряную медаль международного турнира по вольной борьбе «Мемориал знаменитых борцов XIX и XX веков».
В январе 2022 года во второй раз стал чемпионом Киргизской Республики в весовой категории до 79 килограммов.
В сентябре 2022 года Арсалан Будажапов завоевал бронзовую медаль чемпионата мира по вольной борьбе в весовой категории до 79 килограммов
В 2024 году стал чемпионом турнира памяти Героя Советского Союза Базара Ринчино.